# أوسكار نونيز (ممثل)
أوسكار نونيز (بالإسبانية: Oscar Núñez)‏ هو ممثل أرجنتيني، ولد في 1929، وتوفي في 9 فبراير 2012 بسبب سرطان.

## وصلات خارجية
- أوسكار نونيز على موقع IMDb (الإنجليزية)